# Sabine Devieilhe
Sabine Devieilhe (Ifs, 1985. december 12. –) francia operaénekes (koloratúrszoprán).

## Élete, munkássága
Devieilhe Ifsben, egy Caenhez közeli kisvárosban született, négy lánytestvér közül a harmadikként. Szülei gyógypedagógusok voltak, zeneszeretők. A legidősebb nővér hegedűtanár lett Firenzében. Sabine Devieilhe tehetséget mutatott a helyi zeneiskolában, majd 12 éves korában beiratkozott a Caeni Konzervatóriumba, közben a Caeni Malherbe középiskolában tanult. Először gordonkatanulmányokba kezdett, de a tanárai azt javasolták, hogy tanuljon énekelni is. Értségi után a Rennes-i Egyetemen zenetudományt és népzenetudományt tanult, miközben egyik tanára, Martine Surais ösztönzésére számos helyi operaprodukcióban is fellépett a kórusban. Ezután a Párizsi Konzervatórium következett, ahol Pierre Mervan osztályában tanult. 2011-ben végzett első díjjal, a zsűri gratulációjával.
2011-ben kezdődtek a fellépései, először az Atelier Lyrique of Tourcoingben szerepelt, Bellini Alvjárójában Aminát énekelte. Ezután a La Chaise-Dieu Fesztiválon aratott sikert, majd 2012-ben Mozart gyermekkori operájában, Az álruhás kertészlányban lépett fel Serpetta szerepében. A Montpellier-i Operában Léo Delibes Lakmé című operája címszerepét énekelte, amit 2014 januárjában a párizsi Opéra Comique-ban is eljátszott. A nagy áttörést ez a szerep hozta meg számára, a kritika Natalie Dessay örökösének nevezte. Másik nagy korai szerepe 2013-ban Mozart Varázsfuvolájában az Éj királynője volt az Opéra National de Lyonban, amivel 2015 márciusában Párizsban, az Opéra Bastille-ben is bemutatkozott. 2019-ben debütált a New York-i Carnegie Hall Weill Recital Halljában, Debussy és köre dalait énekelte, Mathieu Pordoy zongoraművész kísérte. A produkció egyértelmű kritikai elismerést kapott. 
2013-ban szerződött az Erato kiadóhoz, és még ebben az évben megjelent első lemeze. A Le Grand Théâtre de l'Amour című kiadványon Jean-Philippe Rameau operáiból énekelt, a Les Ambassadeurs együttest Alexis Kossenko vezényelte. A kiadónál ettől kezdve az operai fellépések mellett számos kiváló előadóalbumot készített.
2013-ban megkapta a Victoires de la musique classique francia klasszikus zenei díj Révélation Artiste Lyrique címét, 2015-ben és 2018-ban pedig az Artiste lyrique de l'année címet. Róla nevezték el a 33346 Sabinedevieilhe aszteroidát.

## Felvételei
Az AllMusic nyilvántartása alapján.
| Megjelenés | Tartalom                                                      | Közreműködők                                                                                              | Kiadó          |
| ---------- | ------------------------------------------------------------- | --- | -------------- |
| 2013       | Rameau: Le Grand Théâtre de l'Amour                           | Les Ambassadeurs, Alexis Kossenko                                                                         | Erato          |
| 2015       | Mozart: The Weber Sisters                                     | Raphaël Pichon, Pygmalion                                                                                 | Erato          |
| 2017       | Debussy: L'Enfant Prodigue; Ravel: L'Enfant et les Sortileges | Orchestra Philhamonique de Radio France, Choeur et Maitrise de Radio France, Roberto Alagna, Mikko Franck | Erato          |
| 2017       | Mirages (Opera arias and songs)                               | Les Siecles, François-Xavier Roth                                                                         | Erato          |
| 2018       | Händel: Italian Cantatas                                      | Lea Desandre, Le Concert d'Astrée, Emmanuelle Haim                                                        | Erato          |
| 2019       | Liberta! (Mozart et l'Opera)                                  | Raphaël Pichon, Pygmalion                                                                                 | Harmonia Mundi |
| 2020       | Chanson d'Amour (Fauré, Poulenc, Ravel, Debussy)              | Alexandre Tharaud                                                                                         | Erato          |